# Финал Кубка Испании по футболу 2023
Финал Кубка Испании по футболу 2022/2023 стал 121-м в истории турнира. Матч был сыгран на «Олимпийском стадионе» в Севилье между «Реал Мадридом» и «Осасуной». «Реал Мадрид» выиграл  со счетом 2:1 и завоевал свой двадцатый титул в истории Кубка Испании.

## Матч
| Реал Мадрид     | 2:1   | Осасуна   |
| --------------- | ----- | --------- |
| Родриго 2′, 70′ | Отчёт | Торро 58′ |

| Реал Мадрид | Осасуна |